# Bogatić (miasto Valjevo)
Bogatić (cyr. Богатић) – wieś w Serbii, w okręgu kolubarskim, w mieście Valjevo. W 2011 roku liczyła 113 mieszkańców.